# Lacanobia behouneki
Lacanobia behouneki là một loài bướm đêm trong họ Noctuidae.